# 又吉世喜
又吉 世喜（またよし せいき、1933年 - 1975年10月16日）は、日本のヤクザ。沖縄県那覇市壺屋出身。沖縄連合旭琉会初代理事長。

## 来歴

### 生い立ち
男3人、女3人の6人兄弟の次男だが、長兄を戦争で亡くしたため、又吉が長兄的役割を担った。生家は貧しく、ろくに学校にも行けなかった。7-8歳の頃から、沖縄剛柔流空手の師範・宮城長順の道場へ通うようになり、18-19歳の頃には米兵相手にストリートファイトを繰り返すようになる。用心棒で生計を立て、徒党を組まず単独で空手の稽古に明け暮れていたが、次第に周囲から認められ、那覇派の頭領となる。頭領になってからも、空手の修行に励んだ。

### 沖縄連合旭琉会の設立
又吉はコザ派の後身である山原派頭領の新城喜史（通称・ミンタミー）から、2度殺されかけている。1度目は、旧日本軍の西原飛行場跡に連行され、新品の鍬の柄が折れるまで殴打された上に、車の後ろに鎖で繋がれ引きずり回された。2度目は、自宅を出たところを背後からいきなり拳銃で撃たれ、瀕死の重傷を負った。しかし、いずれも一命を取り留めたため、「不死身の男」「死を恐れぬ男」「スター」と呼ばれるようになった。
2度に渡る暗殺未遂の後、又吉は自身を殺害しようとした新城と手を結び、沖縄連合旭琉会を設立して新城と共に理事長に就任した。又吉は「これからは沖縄人同士がいがみあっている場合ではない。俺とミンタミーが手を結ばなければ、沖縄は本土ヤクザのものになってしまう。本当の敵はほかにいるんだ」と語り、沖縄ヤクザの間では、「スターさんの器はとてつもなく大きかった。スターさんは我慢の人だった。」と賞賛し、このことから又吉は沖縄ヤクザ史上最大のカリスマといわれている。

### 暗殺
1975年10月16日木曜日の早朝に、又吉は沖縄連合旭琉会を脱退した上原組の暗殺者2名に襲われた。当日は午前4時に起床し、午前6時に子分3人が乗った護衛の乗用車を従え、オートバイに乗って、飼育していた土佐犬のトレーニングに出かけた。自宅から約1.5キロメートル離れた識名霊園の入り口にさしかかった時、後方から白いワゴン車が護衛の乗用車を追い越し、左手に犬の手綱を握ってオートバイを運転していた又吉の背後をコルト45口径弾で銃撃した。発射された5発のうち4発が胸と腹を撃ち抜き、又吉は即死した。
葬儀は翌10月17日午後、護国寺で営まれた。道路の両側には、境内からはみ出るほど供花が並び、その数は約250本だった。稲川会や鹿児島の小桜一家、大阪の藤井組など、本土からの供花もあった。式場には500人を超える会葬者であふれ、波の上一帯は関係者の車が行列を作り、一般車両は入れないほどだった。

## 人物像
又吉は「自分が悪いと思ったら、たとえ相手が女や子供であっても頭を下げるべし。その代わり、自分が正しいと思ったら、相手がだれであろうと後へ退くな。」を信条としていた。生活は質素かつ地味であり、無口で社交性もなく、賭博も女遊びもしなかった。酒は好きだったが、クラブを飲み歩いたり、豪遊するようなことはなかった。酒を飲むときは自宅で静かに飲み、酔うと三線を取って弾いた。また、闘犬愛好家であり、土佐犬を飼育していた。

## 映画・ビデオ
- 『沖縄やくざ戦争』 東映
- 『実録・沖縄やくざ戦争 いくさ世30年』抗争勃発編・抗争激化編・抗争終結編